# Keratinocitna transglutaminaza
Protein-glutaminska gama-glutamiltransferaza K je enzim koji je kod čoveka kodiran TGM1 genom. Keratinocitna transglutaminaza je transglutaminazni enzim.

## Patologija
Deficijencija ovog enzima je vezana za ichthyosis lamellaris. Epidermalna transglutaminaza je autoantigen bolesti dermatitis herpetiformis kod čoveka.

## Literatura
- Phillips MA, Stewart BE, Rice RH (1992). „Genomic structure of keratinocyte transglutaminase. Recruitment of new exon for modified function.”. J. Biol. Chem. 267 (4): 2282—6. PMID 1346394.
- Kim IG; McBride OW; Wang M;  . (1992). „Structure and organization of the human transglutaminase 1 gene.”. J. Biol. Chem. 267 (11): 7710—7. PMID 1348508.
- Polakowska RR; Eickbush T; Falciano V;  . (1992). „Organization and evolution of the human epidermal keratinocyte transglutaminase I gene.”. Proc. Natl. Acad. Sci. U.S.A. 89 (10): 4476—80. PMC 49105 . PMID 1350092. doi:10.1073/pnas.89.10.4476.
- Schroeder WT; Thacher SM; Stewart-Galetka S;  . (1992). „Type I keratinocyte transglutaminase: expression in human skin and psoriasis.”. J. Invest. Dermatol. 99 (1): 27—34. PMID 1351505. doi:10.1111/1523-1747.ep12611394.
- Yamanishi K; Inazawa J; Liew FM;  . (1992). „Structure of the gene for human transglutaminase 1.”. J. Biol. Chem. 267 (25): 17858—63. PMID 1381356.
- Kim HC; Idler WW; Kim IG;  . (1991). „The complete amino acid sequence of the human transglutaminase K enzyme deduced from the nucleic acid sequences of cDNA clones.”. J. Biol. Chem. 266 (1): 536—9. PMID 1670769.
- Yamanishi K; Liew FM; Konishi K;  . (1991). „Molecular cloning of human epidermal transglutaminase cDNA from keratinocytes in culture.”. Biochem. Biophys. Res. Commun. 175 (3): 906—13. PMID 1673840. doi:10.1016/0006-291X(91)91651-R.
- Polakowska R, Herting E, Goldsmith LA (1991). „Isolation of cDNA for human epidermal type I transglutaminase.”. J. Invest. Dermatol. 96 (2): 285—8. PMID 1704039. doi:10.1111/1523-1747.ep12464554.
- Phillips MA; Stewart BE; Qin Q;  . (1991). „Primary structure of keratinocyte transglutaminase.”. Proc. Natl. Acad. Sci. U.S.A. 87 (23): 9333—7. PMC 55159 . PMID 1979171. doi:10.1073/pnas.87.23.9333.
- Candi E; Melino G; Mei G;  . (1995). „Biochemical, structural, and transglutaminase substrate properties of human loricrin, the major epidermal cornified cell envelope protein.”. J. Biol. Chem. 270 (44): 26382—90. PMID 7592852. doi:10.1074/jbc.270.44.26382.
- Mariniello L; Esposito C; Di Pierro P;  . (1993). „Human-immunodeficiency-virus transmembrane glycoprotein gp41 is an amino acceptor and donor substrate for transglutaminase in vitro.”. Eur. J. Biochem. 215 (1): 99—104. PMID 7688299. doi:10.1111/j.1432-1033.1993.tb18011.x.
- Russell LJ; DiGiovanna JJ; Rogers GR;  . (1995). „Mutations in the gene for transglutaminase 1 in autosomal recessive lamellar ichthyosis.”. Nat. Genet. 9 (3): 279—83. PMID 7773290. doi:10.1038/ng0395-279.
- Huber M; Rettler I; Bernasconi K;  . (1995). „Mutations of keratinocyte transglutaminase in lamellar ichthyosis.”. Science. 267 (5197): 525—8. PMID 7824952. doi:10.1126/science.7824952.
- Amendola A; Lombardi G; Oliverio S;  . (1994). „HIV-1 gp120-dependent induction of apoptosis in antigen-specific human T cell clones is characterized by 'tissue' transglutaminase expression and prevented by cyclosporin A.”. FEBS Lett. 339 (3): 258—64. PMID 7906657. doi:10.1016/0014-5793(94)80427-3.
- Kim SY, Kim IG, Chung SI, Steinert PM (1994). „The structure of the transglutaminase 1 enzyme. Deletion cloning reveals domains that regulate its specific activity and substrate specificity.”. J. Biol. Chem. 269 (45): 27979—86. PMID 7961731.
- Steinert PM, Kim SY, Chung SI, Marekov LN (1996). „The transglutaminase 1 enzyme is variably acylated by myristate and palmitate during differentiation in epidermal keratinocytes.”. J. Biol. Chem. 271 (42): 26242—50. PMID 8824274. doi:10.1074/jbc.271.39.24105.
- Laiho E; Ignatius J; Mikkola H;  . (1997). „Transglutaminase 1 mutations in autosomal recessive congenital ichthyosis: private and recurrent mutations in an isolated population.”. Am. J. Hum. Genet. 61 (3): 529—38. PMC 1715945 . PMID 9326318. doi:10.1086/515498.
- Tarcsa E; Marekov LN; Andreoli J;  . (1997). „The fate of trichohyalin. Sequential post-translational modifications by peptidyl-arginine deiminase and transglutaminases.”. J. Biol. Chem. 272 (44): 27893—901. PMID 9346937. doi:10.1074/jbc.272.44.27893.
- Petit E; Huber M; Rochat A;  . (1998). „Three novel point mutations in the keratinocyte transglutaminase (TGK) gene in lamellar ichthyosis: significance for mutant transcript level, TGK immunodetection and activity.”. Eur. J. Hum. Genet. 5 (4): 218—28. PMID 9359043.
- Iwasaki W; Nagata K; Hatanaka H;  . (1998). „Solution structure of midkine, a new heparin-binding growth factor.”. EMBO J. 16 (23): 6936—46. PMC 1170297 . PMID 9384573. doi:10.1093/emboj/16.23.6936.
- Nicholas C. Price; Lewis Stevens (1999). Fundamentals of Enzymology: The Cell and Molecular Biology of Catalytic Proteins (Third изд.). USA: Oxford University Press. ISBN 019850229X.
- Eric J. Toone (2006). Advances in Enzymology and Related Areas of Molecular Biology, Protein Evolution (Volume 75 изд.). Wiley-Interscience. ISBN 0471205036.
- Branden C; Tooze J. Introduction to Protein Structure. New York, NY: Garland Publishing. ISBN 0-8153-2305-0.
- Irwin H. Segel. Enzyme Kinetics: Behavior and Analysis of Rapid Equilibrium and Steady-State Enzyme Systems (Book 44 изд.). Wiley Classics Library. ISBN 0471303097.
- William P. Jencks (1987). Catalysis in Chemistry and Enzymology. Dover Publications. ISBN 0486654605.

## Spoljašnje veze
- TGM1+protein на 